# ЛіАЗ 5256
ЛіАЗ 5256 — 11-метровий високопідлоговий міський автобус, що був розроблений на Лікінському автобусному заводі. 
Проект побудови цієї моделі було складено у 1977—1978 рр. Всесоюзним контрукторсько-експериментальним інститутом автобусобудування (Львів), разом з автобусом ЛАЗ 5252. ЛіАЗ 5256 серійно випускається з середини 1980-х років, постійно[джерело?] покращуючись у технічному плані та характеристикам. ЛіАЗ 5256 замінив  застарілий автобус ЛіАЗ 677, (що випускався на ЛіАЗі у 1960-х—1970-х роках); ця модель використовується для перевезень пасажирів у великих містах. На базі ЛіАЗ 5256 було спроектовано і тролейбуси ЛіАЗ, наприклад тролейбус ЛіАЗ 5280. Зараз[коли?] випущено понад 25,6 тисяч штук ЛіАЗ 5256 різних модифікацій.

## Опис моделі

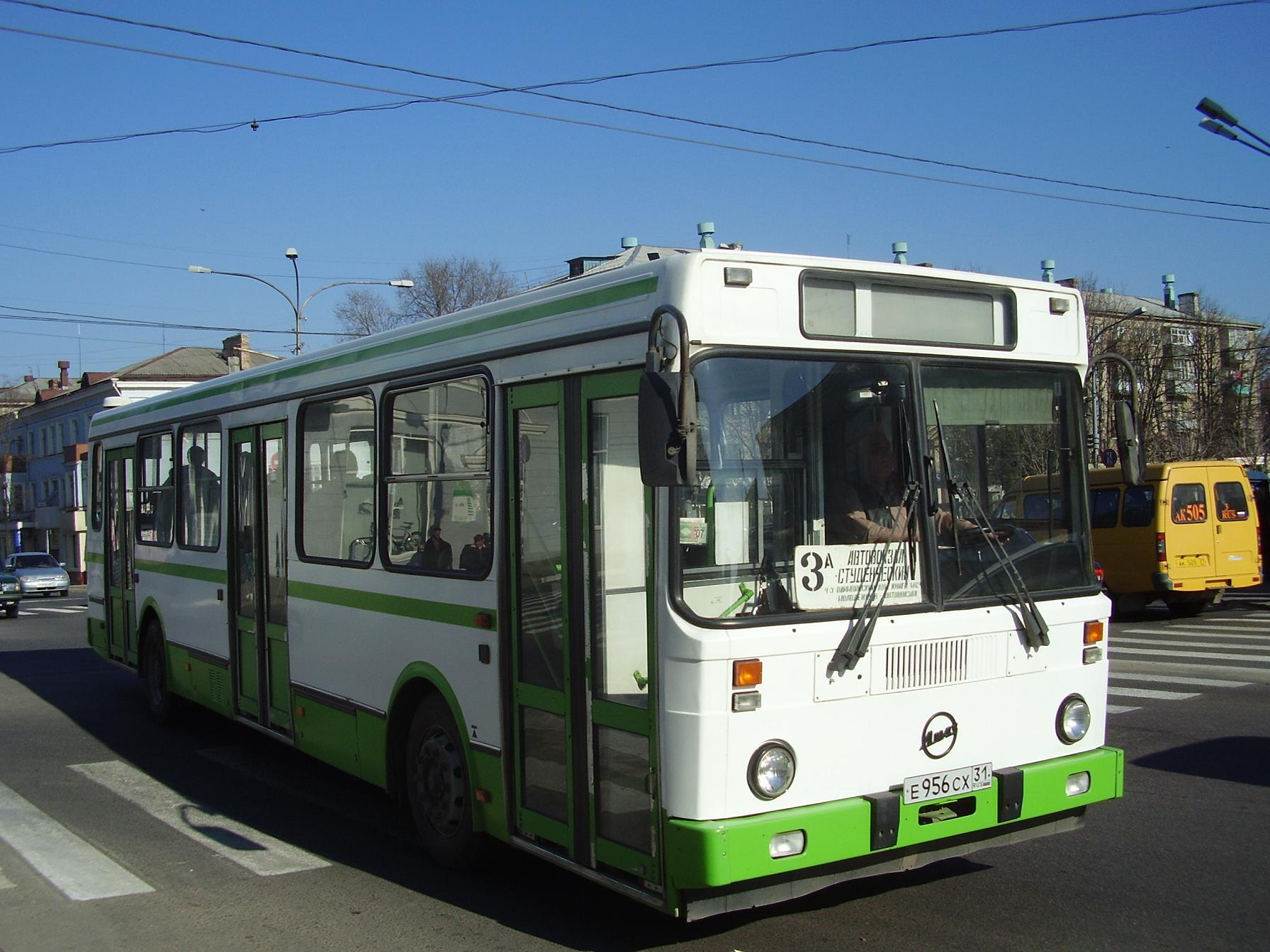
ЛіАЗ 5256 в С. Осколі

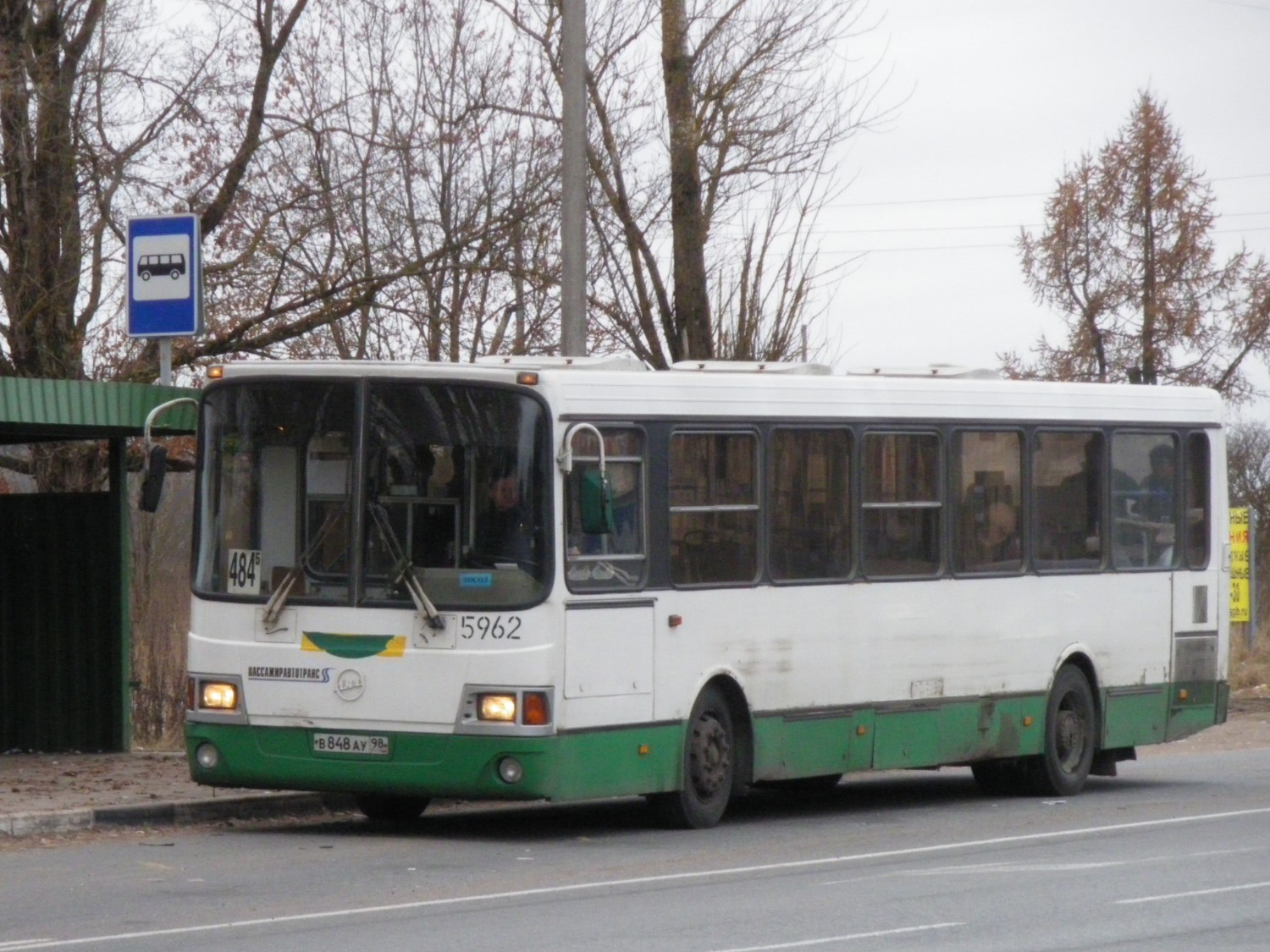
ЛіАЗ 5256 в селі Кіпень

ЛіАЗ 5256 є автобусом великого класу, що застосовується переважно для міських перевезень, хоча він може використовуватися і як приміський, і як шкільний а також спеціально обладнаний для перевезення інвалідів у візках разом з іншими пасажирами. Автобус ЛіАЗ 5256 проектувався у один час з ЛАЗ 5252 (творінням Львівського автобусного заводу), тому у їхній будові є декілька схожостей, ЛіАЗ 5256 є російським варіантом міського автобуса великого класу що замінив угорські Ікаруси; довжина цього автобуса збігається з довжиною ЛАЗ 5252 — 11.4 метри, у висоту автобус став дещо меншим, рівно 3 метри у висоту.
Протягом виробництва ЛіАЗ 5256 з середини 80-х, дизайн його кузова сильно мінявся, найперші випуски мали цілком квадратні форми кузова та багато інших дрібних відмінностей дизайну. Теперішні[коли?] моделі мають заокруглені форми кузова та набагато[уточнити] більший строк служби, ніж у попередніх модифікацій цього автобуса. Повна антикорозійна обробка набагато збільшує ресурс роботи кузова (у цьому випадку не менше ніж 12 років роботи); сам кузов одноланковий, тримальний, без рами, вагонного компонування. Дизайн передка автобуса істотно міняється з розвитком сучасніших моделей; давніші випуски ЛіАЗів мали повністю прямий передок і лобове скло, одинарні округлі фари та прибитий до кузова бампер; теперішній[коли?] варіант ЛіАЗ 5256 сильно відрізняється від колишніх. Фари залишено одинарними, проте їм надано більш квадратну форму, бампер зварний і нечіткоокреслений, протитуманні фари округлі, їх вмонтовано у бампер, вони мають лінзове скління, від чого значно збільшується їх далекоглядність. Лобове скло гнуте, безколірне так і залишено розділеним, вікна оброблені гумовим супінатором; склоочисники переміщаються за допомогою тягових важелів. Маршрутовказівники цього автобуса не мають спеціально відведеного місця для них на передку, тому таблиці ставляться будь-де на лобовому склі; попередні версії ЛіАЗ 5256 мали спеціальний відсік для вказівників над лобовим склом, проте електронними табло вони не стали. Бокові дзеркала зовнішнього виду сферичні, у вигляді «вуха зайця», праве дзеркало має ще одне невелике скло огляду на дорогу. Мотовідсік з двигуном автобуса розташовується на задньому звисі; автобуси ЛіАЗ 5256 комплектуються двигунами такими як ЯМЗ, КАМАЗ, Cat, Caterpillar та Cummins; усі двигуни відповідають європейським екологічним нормам Euro-3. Двигуни цих автобусів дизельні, проте можуть комплектуватися і газовим двигуном Cummins, з яким автобус може розвинути швидкість до 70 км/год. Навіть не зважаючи на те, що ЛіАЗ 5256 високопідлоговий, двигун не вдалося вмістити під підлогу, тому задній ряд сидінь розташовується на підвищенні (свого часу ЛАЗ 5252 стикався з тією ж проблемою, оскільки використовував великі і об'ємні двигуни ЯМЗ, ЗІЛ та КАМАЗ).
У автобуса дві осі та радіанні ободи, пневматична система гальмування, усі гальмівні механізми усіх коліс барабанного типу; автобус має антиблокувальну систему ABS. Підвіска автобуса пневматично-ресорсна; мости виконані від RABA та КААЗ. Автобус має три двостулкові двері поворотно-зсувного типу, що ведуть до салону, сам дизайн входу змінюється у залежності від призначення ЛіАЗа, наприклад автобус з можливістю перевезення інвалідів у візках має безсходинковий вхід, який є фактично пандусом для в'їзду візків; саме через застосування автобуса дизайн салону може дещо змінюватися. Двері автобуса мають розвинуте тоноване скління і систему протизащемлення пасажирів. Настил підлоги автобуса складається з цільного лінолеумного килиму з блискітками. Висота салону становить майже 2 метри, тому автобус є досить зручним для людей високого зросту. Поручні автобуса тонкого типу, зазвичай пофарбовані у жовтий колір, вертикальні поручні розташовуються біля кожного ряду сидінь, горизонтальні поздовж усього салону, на них можуть вішатись пластикові ручки для більшого комфорту; дуже незвично вони вигинаються півколом біля збірних майданчиків. Сидячі місця пасажирів м'які, комфортні, роздільного типу, зі шкірозамінника та чимось вишитим назовні; усього крісел 23 штуки — трохи менше ніж у Європейських автобусів довжиною 12 метрів, у ЛАЗ 5252 у салоні 28 сидячих місць (наведено для порівняння), однак невелика кількість місць значно збільшує місткість салону та унеможливлює тісноту у передній частині салону через велику перегородку кабіни водія і дві пари сидінь з переднього ряду (планування місць подібне до Ikarus 260, який мав у салоні 22 місця і загальну місткість 108 чоловік, від чого значно вигравав). Останній ряд сидінь розташовується на помості через причину, описану вище. Загалом планування сидячих місць у автобуса вельми вдале, його повна місткість досягає 110 чоловік. У автобуса є два (один номінальний ззаду) збірні майданчики без сидінь, що використовуються у спеціальних автобусах для розташування інвалідних візків, так у цих автобусів переміщено і ряд сидінь з заднього збірного майданчика. Також у автобусів ЛіАЗ 5256 є такі елементи як захисні тоновані стекла, наприклад біля дверей та на збірних майданчиках. Бокові вікна у автобуса теж розділені, як і у ЛАЗ 5252, тоновані коричневою плівкою, вікна дуже великого розміру, тому є зручними для людей будь-якого зросту, на самому заді справа є додаткове вікно овальної форми.
Система вентиляції у салоні представлена 3 люками звичайного обдуву і зсувними кватирками на вікнах. Система підігріву салону рідинна від системи охолодження двигуна і незалежного рідинного опалювача. Кабін водія автобуса відгороджена від салону суцільною перегородкою, з салону до неї ведуть двері, для виходу і входу водія до кабіни служить передня стулка передніх дверей, що відкривається автономно. Приладова панель автобуса пластмасова і у формі напівкруга, тому дає легкий доступ до усіх потрібних клавіш керування. Кермове колесо автобуса ZF Servocom з гідропідсилювачем керма. Керування рухом здійснюється за допомогою двох або трьох керівних педалей — акселератора, гальма та зчеплення; останнє присутнє не завжди через те, що на нові випуски встановлюється автоматична коробка передач. Коробки передач цього автобуса бувають від Allison, ZF, Voith та ЯМЗ; з них «автоматами» є Voith, Allison і ZF (механіка або напівавтомат). Попри такі технології, автобуси ЛіАЗ 5256 не розвивають великої швидкості руху, максимальна швидкість руху цих автобусів не перевищує 70—80 км/год, проте контрольні витрати палива складають близько 30 літрів дизпалива.

## Технічні характеристики
| ЛіАЗ 5256                               | ЛіАЗ 5256                                                                              |
| --------------------------------------- | -------------------------------------------------------------------------------------- |
| Загальні дані                           |                                                                                        |
| Модель                                  | ЛіАЗ 5256                                                                              |
| Проект/розроблений, рік                 | 1977—1978                                                                              |
| Серійно випускається з, рік             | середина 1980-х років                                                                  |
| Подібні автобуси (ЛіАЗи)                | ЛіАЗ 6212, ЛіАЗ 6213                                                                   |
| Подібні автобуси (інші)                 | ЛАЗ 5252, Нєман 52021, МАЗ 103, МАЗ 104, МАЗ 107                                       |
| Кількість випущених екземплярів, штук   | близько 25400 (на 2016 рік)                                                            |
| Призначення                             | міський, приміський, шкільний, спеціальний (див. опис)                                 |
| Кузов                                   |                                                                                        |
| Описання кузова                         | одноланковий тридверний, тримальний вагонного компонування                             |
| Строк служби кузова, не менше ніж, роки | 12                                                                                     |
| Габарити і елементи ззовні              |                                                                                        |
| Довжина кузова, мм                      | 11400                                                                                  |
| Ширина по молдінгу, мм                  | 2500                                                                                   |
| Висота, мм                              | 3007                                                                                   |
| Колісна база, мм                        | 5470                                                                                   |
| Дорожній просвіт, мм                    | ~240                                                                                   |
| Мінімальний радіус повороту, м          | 11.5                                                                                   |
| Споряджена маса, мм                     | 9305—9960 (залежно від модифікації)                                                    |
| Повна маса, мм                          | 17336—17930 (залежно від модифікації)                                                  |
| Фари (передок)                          | 4 2 + 2 протитуманні з лінзовим склінням                                               |
| Бокові дзеркала зовнішнього виду        | сферичні                                                                               |
| Лобове скло                             | роздільне, гнуте, безколірне                                                           |
| Розташування мотовідсіку                | задній звис                                                                            |
| Шасі і гальмівні системи                |                                                                                        |
| Тип мостів                              | RABA/КААЗ                                                                              |
| Підвіска                                | пневматично-ресорсна                                                                   |
| Колеса/осі                              | радіанні/2, 4×2                                                                        |
| Гальмівні механізми                     | барабанного типу                                                                       |
| Робоча гальмівна система                | пневматична, двоконтурна, з поділом на контури по осях                                 |
| Зупинна гальмівна система               | гальмівні механізми заднього мосту з приводом від пружинних енергоакумуляторів         |
| ABS                                     | присутня                                                                               |
| Салон і місце водія                     |                                                                                        |
| Двері до салону                         | 3 двостулкові                                                                          |
| Настил підлоги                          | лінолеум                                                                               |
| Поручні                                 | тонкого типу, жовтого кольору, горизонтальні з пластиковими ручками                    |
| Сидіння                                 | зі шкірозамінника, роздільного типу                                                    |
| Підсвітка у салоні                      | плафонові світильники на даху                                                          |
| Вікна                                   | безпечні, клеєні, тоновані                                                             |
| Опалення у салоні                       | рідинне від системи охолодження двигуна та автономного опалювача                       |
| Вентиляція у салоні                     | через люки і зсувні кватирки                                                           |
| Кількість сидячих місць, шт             | 23                                                                                     |
| Повна пасажиромісткість, чол            | 100—110                                                                                |
| Кабіна водія                            | відокремлена від салону перегородкою                                                   |
| Приладова панель                        | з пластмаси                                                                            |
| Кермова система                         | ZF Servocom з гідропідсилювачем                                                        |
| Коробка передач                         |                                                                                        |
| Тип КПП                                 | механічна, напівавтомат або автомат                                                    |
| Моделі КПП                              | ЯМЗ, Voith, Allison, ZF                                                                |
| Двигун                                  |                                                                                        |
| Тип                                     | дизельний або газовий                                                                  |
| Назва двигуна                           | ЯМЗ-6563 (1), КАМАЗ 740.65-240 (2), Caterpillar 3126 (3), Cummins CG-250 (4) (газовий) |
| Потужність, кіловат                     | 169—186                                                                                |
| Число циліндрів                         | 6 (усі крім 2), 8 (лише у КАМАЗ)                                                       |
| Робочий об'єм, літри                    | 11.15 (1); 10.85 (2); 6.6 (3) 8.3 (4)                                                  |
| Відповідність екологічним нормам        | Euro-3                                                                                 |
| Контрольні витрати палива, літри        | 28, 30, 32                                                                             |
| Максимальна швидкість, км/год           | 70, 80                                                                                 |

## Модифікації
Протягом виробництва моделі ЛіАЗ 5256 було випущено декілька модифікацій даної моделі автобуса (перераховано головні):
- ЛіАЗ 5256.26 — автобус з двигуном CAT-3126 Е-3; автоматична коробка передач ZF/Voith/Allison; з мостами Raba
- ЛіАЗ 5256.30 — одна з нових модифікацій з двигуном CAT-3126 Е-3 та АКПП.
- ЛіАЗ 5256.36 — автобус з двигуном ЯМЗ-6563 Е-3, з АКПП Voith/мех коробка передач ЯМЗ і мостами Raba або КААЗ.
- ЛіАЗ 5256.46 — автобус з двигуном КамАЗ-740.65-240 на Euro-3 з АКПП Voith і мостами Raba
- ЛіАЗ 5256.56 — автобус з газовим двигуном Cummins-CG-250, автоматом Allison і мостами Raba.

Пізніше на базі ЛіАЗ 5256 були розроблені гармошкові автобуси — це є ЛіАЗ 6212 (високопідлоговий) і ЛіАЗ 6213 (низькопідлоговий з декількома нововведеннями порівняно з 6212 моделлю). Подібними автобусами за будовою на ЛіАЗ 5256 є ЛАЗ 5252 та його різновиди, МАЗ 103, МАЗ 104 та МАЗ 107, деякі автобуси білоруського виробництва Нєман, наприклад Нєман 52012; також є тролейбус ЛіАЗ 5280 на базі ЛіАЗ 5256.